# Stelato S9

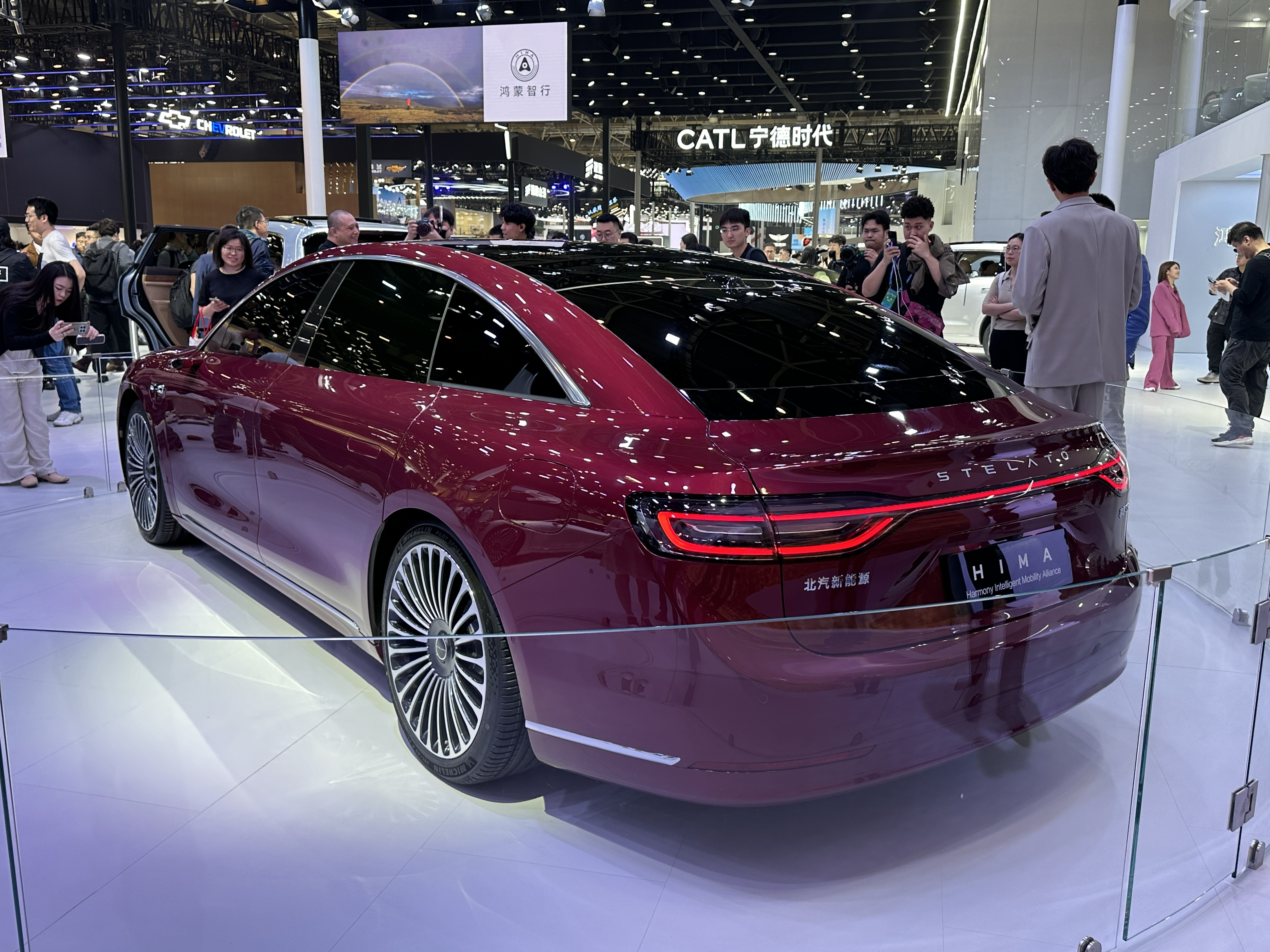
Вид сзади

Stelato S9 (кит. 享界S9; пиньинь Xiǎngjiè S9) — полноразмерный люксовый электромобиль-седан, выпускающийся с 2024 года компанией Stelato.

## Описание
Впервые Stelato S9 был представлен 31 мая 2024 года на конференции по запуску AITO M7 Ultra. Его габариты составляют 5160/1987/1486 мм, а колёсная база — 3050 мм. Stelato S9 стал первым автомобилем на платформе Huawei Turing с интеллектуальной системой вождения Huawei ADS 3.0.

## Технические характеристики
Stelato S9 выпускается как с одним, так и с двумя электродвигателями. Во всех случаях автомобиль оснащается электродвигателем TZ210XYA03 мощностью 227 кВт производства Huawei Digital Power Technology Co., Ltd., который расположен на задней оси. На передней оси расположен электродвигатель Huawei YS210XYA03 мощностью 158 кВт. В зависимости от ёмкости аккумулятора запас хода составляет 665, 672, 721 и 816 км по циклу CLTC.